# Фиваида
Фиваи́да (греч. Θηβαΐδα Thēbaida, Θηβαΐς Thēbais) — старинное название области в Верхнем Египте; термин происходит от греческого названия его столицы Фив. В состав Фиваиды входило тринадцать номов.
В правление Птолемеев Фиваида образовала отдельный административный район, центром которого были Фивы. Правителем этой области был стратег, в обязанности которого входило наблюдение за навигацией в Красном море. Во время Римской империи император Диоклетиан создал на основе Фиваиды провинцию, которую охраняли два легиона — I Максимианов и II Надежный Флавиев. Позже Фиваида была поделена на две провинции — Верхнюю и Нижнюю. Название фигурирует в сказаниях о первых христианских отшельниках.